# آنکا گریگوراش
آنکا گریگوراش (به انگلیسی: Anca Grigoraș)زادهٔ ۸ نوامبر ۱۹۵۷ میلادی ژیمناست اهل کشور رومانی است.